# 홀로 서는 나무
《홀로 서는 나무》는 MBC에서 1979년 9월 8일 방영한 특집 드라마이다.
- 내고향 버드레 1978년 10월 9일 1년만에 분리 받는 넘기고 방영 하였다.
- 고독한 영웅 1980년 10월 14일 1년만에 분리 받는 넘기고 방영 하였다.

## 등장 인물
- 한인수
- 이효춘
- 김상순
- 신충식
- 홍성민
- 조경환
- 박영지
- 오미연
- 정혜선
- 박원숙
- 김석옥